# Alia Menchari
Pour les articles homonymes, voir Menchari.
Alia Menchari (arabe : علياء منشاري) est une pilote et commandante de bord tunisienne, l'une des premières femmes à occuper ces fonctions dans le monde arabe et en Afrique.

## Biographie
Dans les années 1980, elle rejoint la compagnie aérienne Tunisair, pour devenir la première femme pilote en Tunisie.
À l'occasion de la Journée internationale des femmes, le 8 mars 2019, la municipalité de l'Ariana inaugure des rues baptisées au nom de femmes tunisiennes pionnières, dont Alia Menchari,.

## Distinctions
Le 13 août 2015, elle est décorée des insignes de commandeur de l'Ordre de la République tunisienne, remis par le président de la République tunisienne à l'occasion de la Journée nationale de la femme,.